# Anortit

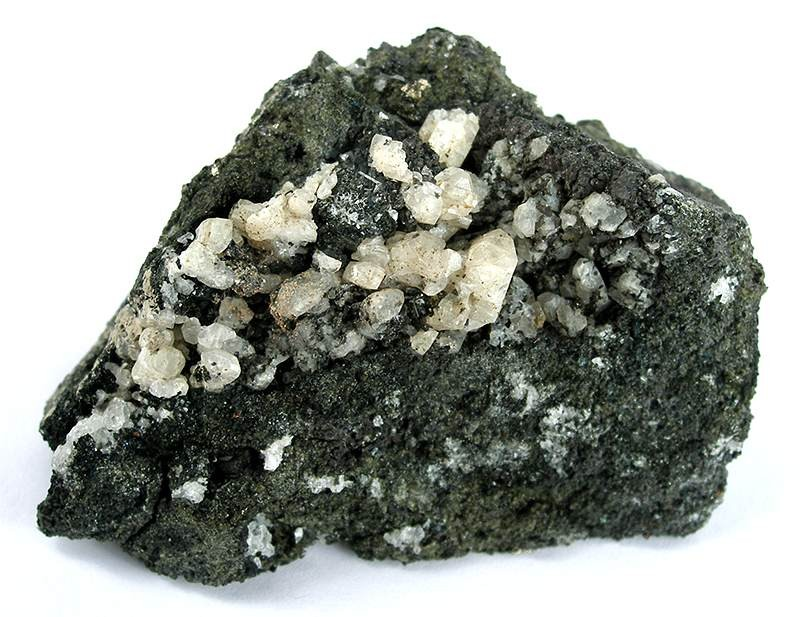
Cristale de anortit pe o rocă de bazalt

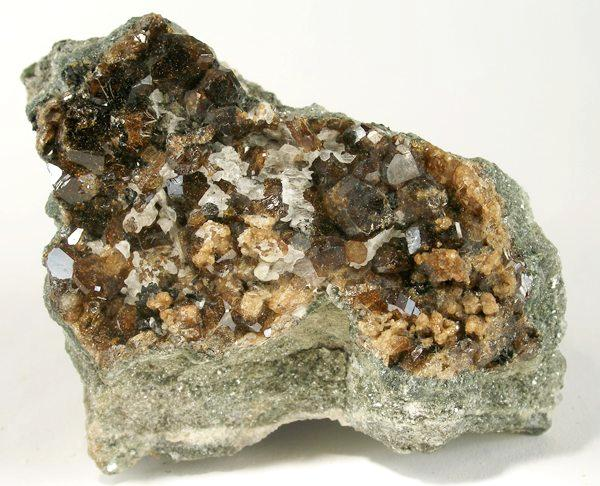
Anortit din zona muntelui Vezuviu

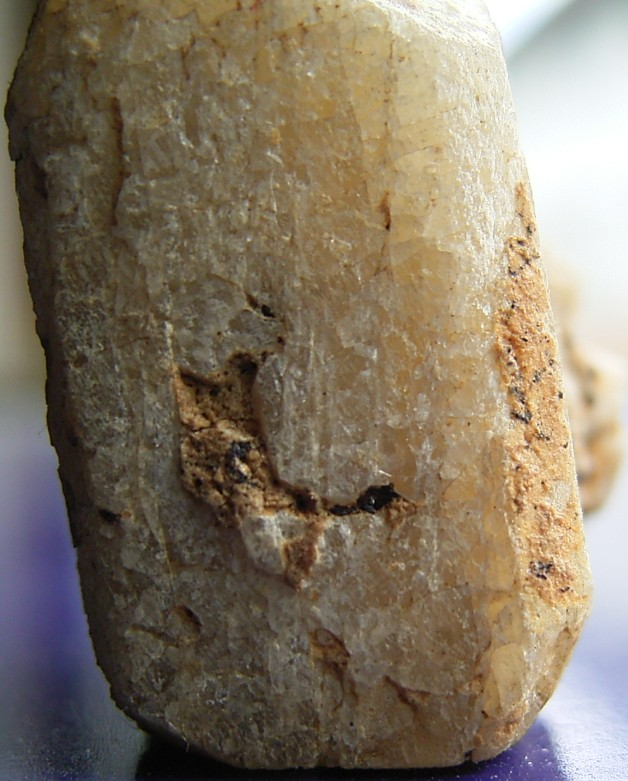
Anortit din Miyake, Japonia

Anortitul este mineralul cel mai bogat în calciu din grupa feldspaților plagioclazi. Formula aproximativă este Ca Al2 Si2 O8 cu urme de Ti (titan), Fe (fier), Na (sodiu), K (potasiu).  

## Istoric și etimologie
Numele său vine din limba greacă: an - fără și orthos - drept, cu referire la sistemul oblic de cristalizare al anortitului. A fost descris pentru prima oară de către mineralogul german Gustav Rose în anul 1823.

## Descriere
Se prezintă cristalizat în forme tabulare triclinice, de culoare albă, cenușie, gălbuie sau roșiatică. Se găsește în rocile eruptive și în unele șisturi cristaline.

## Varietăți
- Bariu-Anortit (Nockolds & Zies): foarte bogat în bariu (cca. 3,5 %). Formula empirică este (Ca Ba) Al2 Si2 O8. A fost descris un singur caz: în Broken Hill, New South Wales, Australia.
- Bytownite (Johnston 1915): varietate găsită pe malul lacului Bytown în vestul Canadei.
- Labradoritul este un feldspat plagioclaz cu un raport mai mare de albit.

## Depozite
Se găseșe în cantități mai mari în:
- Germania la Loitsch, Weida, Gera, Thuringia;
- Canada la Parker Mine, Notre-Dame-du-Laus, Antoine-Labelle RCM, Laurentides, Quebec;
- Franța la Mine Lassur, Ariege, Midi-Pyrenees, Alpes-de-Haute-Provence;
- Italia în complexul vulcanic Somma-Vezuviu, Napoli , Campania.

În România se găsește în cantități mici la Săvârșin, județul Arad, la Poeni.